# Foreste di pianura del Congo nord-occidentale
Le foreste di pianura del Congo nord-occidentale sono un'ecoregione dell'ecozona afrotropicale, definita dal WWF (codice ecoregione: AT0126), che si estende tra Camerun, Gabon, Repubblica Centrafricana e Repubblica del Congo. Forma, insieme alle foreste palustri del Congo occidentale, la regione denominata foreste umide del Congo occidentale, inclusa nella lista Global 200.

## Territorio
Questa ecoregione confina a nord e a sud con un mosaico di foresta e savana e ad est con una foresta paludosa, mentre ad ovest cede il passo alle foreste pluviali dell'ecoregione delle foreste costiere equatoriali atlantiche. La maggior parte dell'ecoregione è posta ad un'altitudine compresa tra i 300 e gli 800 m; le maggiori elevazioni si incontrano a nord e nel massiccio di Chaillu a sud. Nel settore centrale dell'ecoregione cadono ogni anno tra i 1400 e i 2000 mm di pioggia, specialmente nel corso di due stagioni delle piogge ben distinte. Le temperature sono tropicali, con valori massimi di 27-30 °C e minimi di 18-21 °C. L'umidità è altissima in ogni periodo dell'anno.

## Flora
Tra le specie caratteristiche dalla foresta pluviale che ricopre l'ecoregione figurano alberi emergenti che raggiungono un'altezza superiore ai 60 m (Entandrophragma congoense, Pentaclethra eetveldeana, Pericopsis elata, Gilbertiodendron dewevrei), arbusti del genere Drypetes (D. calvescens, D. capillipes, D. chevalieri) e numerose liane e rattan. Lungo i fiumi del settore settentrionale dell'ecoregione sono numerose le palme del genere Raphia, specialmente della specie Raphia monbuttorum. Il numero di specie vegetali è elevatissimo: sono state censite 7151 specie di piante vascolari nel Gabon, più di 3600 nella Repubblica Centrafricana, 8260 nel Camerun e 6000 nella Repubblica del Congo.

## Fauna
Anche il numero di specie di mammiferi è molto alto: 190 nel Gabon e 198 nella Repubblica del Congo. La sola riserva speciale di Dzanga-Sangha, nella Repubblica Centrafricana, ne ospita 105 specie, pipistrelli esclusi. La ricchezza di primati è la più alta di tutta l'Africa. Nelle foreste del Camerun vivono 29 specie di primati e in quelle del Gabon 19, tra le quali il mandrillo (Mandrillus sphinx). Di particolare interesse sono le scimmie antropomorfe: questa ecoregione ospita più gorilla, e forse più scimpanzé comuni (Pan troglodytes), di qualsiasi altra ecoregione dell'Africa. Tra gli altri animali ricordiamo il bufalo di foresta (Syncerus caffer nanus) e grosse specie di antilopi come il bongo (Tragelaphus eurycerus) e il sitatunga (Tragelaphus spekii). L'ecoregione è anche ben nota per le sue numerose popolazioni di elefanti di foresta (Loxodonta cyclotis). In alcune parti dell'ecoregione, come il parco nazionale di Nouabalé-Ndoki nella Repubblica del Congo e di Langoue nel Gabon, gli elefanti vivono pressoché indisturbati. Almeno 13 specie di mammiferi sono quasi endemiche e tre endemiche di questa ecoregione. Endemici sono il topo Prionomys batesi e i toporagni Suncus remyi e Sylvisorex konganensis; quasi endemici il cercopiteco barbuto del Gabon (Allochrocebus solatus), il colobo nero (Colobus satanas), il galagone dalle unghie ad ago settentrionale (Euoticus elegantulus), i pipistrelli Glauconycteris gleni e Rhinolophus silvestris e cinque specie di toporagno (Crocidura attila, C. crenata, C. ludia, C. manengubae e C. mutesae). Anche l'avifauna è molto varia. Il Gabon ne ospita 695 specie, ma le aree di savana al centro del paese e lungo la costa non ricadono entro i confini di questa ecoregione. Il solo parco nazionale di Odzala-Kokua ne ospita 442 specie, e l'area trinazionale costituita dai parchi nazionali di Nouabalé-Ndoki (Repubblica del Congo), Lobéké (Camerun) e Dzanga-Sangha (Repubblica Centrafricana) ne contiene almeno 428, tra cui una sottospecie endemica scoperta di recente di pettirosso di foresta (Stiphrornis erythrothorax sanghensis). Tra le altre specie ricordiamo il batis di Verreaux (Batis minima), il malimbe di Rachel (Malimbus racheliae) e la rondine di foresta (Petrochelidon fuliginosa). Elevato è anche il numero di rappresentanti dell'erpetofauna. Tra gli anfibi vi sono due specie endemiche di Xenopus (Xenopus boumbaensis e X. pygmaeus). Tra i rettili figurano tre specie di camaleonte (Trioceros chapini, T. cristatus e Rhampholeon spectrum), due di scinco (Leptosiaphos fuhni e Panaspis breviceps) e due di serpente (Gonionotophis grantii e Typhlops zenkeri).

## Conservazione
Le foreste vergini dell'ecoregione ricadono in gran parte all'interno di aree protette, come i parchi nazionali di Lobéké, Nouabalé-Ndoki, Odzala-Kokua, Dzanga-Ndoki e Mbam e Djerem. Essi ricoprono complessivamente 44.166 km², grossomodo il 10% dell'ecoregione. Le principali minacce sono le concessioni per lo sfruttamento forestale, l'espansione dell'agricoltura e la caccia per il consumo alimentare.